# Лабунища
Лабунища (произнасяно в региона Лабунишча, на македонска литературна норма: Лабуништа; на албански: Labunishti) е село в Северна Македония, в община Струга.

## География
Селото е разположено северно от Струга, в северозападния край на Стружкото поле, в подножието на планината Ябланица над язовира на Черни Дрин „Глобочица“.

## История

### Етимология
Според академик Иван Дуриданов етимологията на името е от първоначален патроним на -ишти < -itji от личното име *Лабун, което има романски произход от *Albōn.

### В Османската империя
Селото е споменато в Слепченския поменик от XVI век като Лабунища.
Мехмед Али паша джамия в Горно Лабунища е от 1794 година.
В XIX век Лабунища е село в Стружка нахия на Охридска каза на Османската империя. Църквата „Свети Никола“ е от XIX век. През пролетта на 1880 година селото пострадва от турци грабители.
Според Васил Кънчов в 90-те години Лабунища има 76 къщи екзархисти, 20 къщи патриаршисти и 120 къщи арнаути. Населението на Лабунища заедно с това на съседните Боровец и Подгорци ходи на работа в чужбина, обикновено в Сърбия. Имат добри жилища и хубави гори с грамадни кестенови гори. Според статистиката на Кънчов („Македония. Етнография и статистика“) в 1900 година Лабунища има 660 жители българи християни и 800 българи мохамедани.
На Етнографската карта на Битолския вилает на Картографския институт в София от 1901 година Лабунишча е смесено село българи, албанци и помаци в Охридската каза на Битолския санджак с 222 къщи.
По данни на секретаря на Българската екзархия Димитър Мишев („La Macédoine et sa Population Chrétienne“) в 1905 година в Лабунища има 128 българи екзархисти и 512 българи патриаршисти сърбомани и в селото функционират българско и сръбско училище. Заради стабилната сърбоманска партия в Лабунища селото е наричано Мала Шумадия.

В рапорт от 1905 година главният учител Деребанов отбелязва, че селото има 92 къщи с 566 души българи-християни и 196 къщи българи-мухамедани. Българите са разделени на екзархисти и патриаршисти, „които минават за сърби“. За поминъка на местните жители той пише: 
| „ | Занимават се със земеделие и скотовъдство. Отиват на чужбина и се занимават с халваджилък, млекарство и дюлгерство. Някои от мухамеданите се занимават с кираджилък. Икономическото им положени е много добро. | “ |

Традиционен поминък на мюсюлманските жители на селото е зидарството. През първата половина на ХХ век тайфи (дружини) от майстори-зидари работят в Мариово, Преспа, Демир Хисар.
При избухването на Балканската война в 1912 година 3 души от Лабунища са доброволци в Македоно-одринското опълчение.

### В Сърбия, Югославия и Северна Македония
По време на българското управление на Вардарска Македония през Първата световна война  Лабунища има 1868 жители и е център на община в Стушка околия на Охридски окръг, в която влизат и Боровец и Подгорци.
В 1967 година е изградена долната Али паша джамия. Църквата „Свети Илия“ е изградена в 1977 г. и осветена в 1979 година от митрополит Ангеларий Дебърско-кичевски.
Според преброяването от 2002 година селото има 5936 жители.
Днес работи училище на албански и така наречения македонски език, наречено „Мурат Лабунищи“.
| Години | Северномакедонци | Албанци | Турци | Роми | Власи | Сърби | Бошняци | Останали | Общо  |
| ------ | ---------------- | ------- | ----- | ---- | ----- | ----- | ------- | -------- | ----- |
| 1948   | —                | —       | —     | —    | —     | —     | —       | —        | 2272  |
| 1953   | 1322             | 733     | 407   | 0    | 8     | 4     | —       | 12       | 2.486 |
| 1961   | 1687             | 372     | 596   | —    | —     | 4     | —       | 70       | 2729  |
| 1971   | 2.397            | 865     | 297   | 0    | —     | 1     | —       | 51       | 3.611 |
| 1981   | 4.199            | 220     | 82    | 0    | 0     | 0     | —       | 143      | 4644  |
| 1991   | 791              | 961     | 569   | 0    | 0     | 1     | —       | 3339     | 5661  |
| 1994   | 1228             | 1799    | 1816  | 0    | 0     | 2     | —       | 1056     | 5901  |
| 2002   | 371              | 4288    | 879   | 3    | 1     | 1     | 31      | 362      | 5936  |

| Майчин език                  | Общо | Процент |
| македонска литературна норма | 4872 | 82,0%   |
| албански                     | 925  | 15,5%   |
| турски                       | 78   | 1,3%    |
| други                        | 61   | 0,8%    |

До 2004 година Лабунища е център на самостоятелна община.

## Личности
Родени в Лабунища
- Ангелко Кръстич (1871 – 1952), македонски сърбоманин, сръбски писател, автор на „Траян“, роман за живота на „южносърбиянците“
- Георги Цветков Дримколски (Джордже Цветкович, 1860 – 1905), сърбомански четнически войвода
- Димитър Трифонов, български революционер
- Илия Илич (1879 – 1942), сръбски герой от Първата световна война
- Менил Велиоски (р. 2001), певец
- Милисав Антониевич-Дримколски (1913 – 2001), македонски сърбоманин, сръбски писател
- Мурат Лабунищи (1909 – 1946), албански революционер
- Никола А. Анджелкович (20 май 1902 - след 1944), сръбски четнически командир[13]
- Стоян Гюрчинов (? – 1927), български духовник и революционер
- Стоян Кръстев (1850 – 1890), сърбомански свещеник

Свързани с Лабунища
- Нола Исмайлоска-Старова (р. 1985), северномакедонски политик